# 광주 박씨
광주 박씨(廣州朴氏)는 한국의 성씨이다.

## 역사
광주 박씨(廣州 朴氏)는 밀양 박씨(密陽 朴氏)에서 직계 분적 분파된 성씨 본관이며 광주 박씨(廣州 朴氏)의 시조 박명훈(朴明勳)은 고려 시대에 전서(典書)를 역임하였는데 전서는 조선 시대에 판서로 바뀌어 품계가 정3품에서 정2품으로 올랐다.